# Кинематограф на языке каннада
Кинематограф штата Карнатака (канн. ಕನ್ನಡ ಚಿತ್ರೋಧ್ಯಮ), известный как «Сандалвуд» (англ. Sandalwood), ориентирован, главным образом, на каннадаязычных зрителей штата. Центр киноиндустрии расположен в Бангалоре. На настоящее время индустрия выпускает около 100 фильмов каждый год. 

## История
В 1934 году вышел первый звуковой фильм на каннада Sati Sulochana, за которым последовал второй — «Рассказ о Дхруве» (англ. Bhakta Dhruva), хотя его начали снимать раньше. Оба фильма имели огромный успех. Однако в регионе было трудно найти финансовую поддержку для новых кинопроектов, поэтому в первые годы индийского звукового кино число выпущенных фильмов на каннада было невелико. Только после 1954 года их число стало более десяти в год.
Одним из самых видных представителей местного кинематографа стал актёр Раджкумар. Его дебют в 1954 году в фильме Губби Виранны Bedara Kanappa создал ему репутацию легендарного героя, преодолевающего сложнейшее испытание совестью, чтобы доказать преданность своим идеалам. За свою карьеру он сыграл множество разносторонних образов и спел сотни песен для фильмов и альбомов. 
В число других известных каннадаязычных актёров входят: Вишнувардхан, Амбариш, Равичандран, Гириш Карнад, Пракаш Радж, Шанкар Наг, Упендра, Даршан, Шива Раджкумар, Пунит Раджкумар, Ганеш, Калпана, Бхарати, Джаянти, Пандари Бай, Тара, Умашри и Рамья.
Также заметный вклад в кинематограф внесли режиссёры Путтана Канагал, Гитаприя, Г. В. Айер, Гириш Карнад, Т. С. Нагабхарана, Йоградж Бхат и Дуния Сури.
1970-е и 1980-е годы возвестили наступление Золотой эры кинематографа каннада. Именно в этот период также зародилось альтернативное или параллельное кино. Наиболее значимыми каннадаязычными фильмами в этом жанре являются «Ритуал» (1970), «Барабаны Чомы» (1975), Tabarana Kathe (1987), «Семейное древо» (1971), Kadu Kudure, «Лебединая песнь» (1975), Bhootayyana Maga Ayyu (1974), «Последний ритуал» (1977), Maanasa Sarovara (1982), Accident (1985), Mane (1991), Kraurya (1996), «Матушка» (1997) и «Остров» (2002). Шесть раз фильмы на языке каннада получали Национальную кинопремию Индии за лучший фильм и четыре из них были сняты режиссёром Гиришем Касаравалли.
Среди коммерчески успешных фильмов последних лет можно выделить «Ом» (1995), «А» (1998) и «Супер» (2010) режиссёра Упендры, Nenapirali Ратнаджи, Duniya (2007) и «Джеки» (2010) Дуния Сури. В 2005 году сразу несколько фильмов заработали ошеломляющий кассовый успех. Фильм Jogi с Шивой Раджкумаром в главной роли собрал свыше 400 миллионов рупий,
сред других хитов проката: Anna Thangi, Gowramma, Amruthadhare, Deadly Soma, Nenapirali. Фильм «Бесконечный дождь» Йограджа Бхата, вышедший в 2006 году, побил все рекорды киноиндустрии, собрав свыше 500 миллионов рупий, и не сходил с экранов кинотеатров в течение года.
Прибыли стремительно увеличились и индустрия расцвела как никогда.
Наиболее коммерчески успешным фильмом на каннада на данный момент является «K.G.F», собравший в прокате 250 крор.